# Bad Homburg Open 2023
Bad Homburg Open 2023 a fost un turneu profesionist de tenis pentru femei, care s-a jucat pe terenuri de iarbă în aer liber la TC Bad Homburg din Bad Homburg, Germania, în perioada 25 iunie – 1 iulie 2023. A fost a treia ediție a Bad Homburg Open și a fost clasificat ca eveniment WTA 250 pe Circuitul WTA 2023.

## Campioni

### Simplu
Pentru mai multe informații consultați Bad Homburg Open 2023 – Simplu

### Dublu
Pentru mai multe informații consultați Bad Homburg Open 2023 – Dublu

## Distribuția punctelor
| Probă  | C   | F   | SF  | QF | R16 | R32 | Q   | Q2  | Q1  |
| Simplu | 280 | 180 | 110 | 60 | 30  | 1   | 18  | 12  | 1   |
| Dublu  | 280 | 180 | 110 | 60 | 1   | N/A | N/A | N/A | N/A |